# Saga Leggendaria di Sant'Olaf
La Saga Leggendaria di Sant'Olaf (norreno Helgisaga Óláfs konungs Haraldssonar, letteralmente "Saga di re Óláfr Haraldsson il Santo") è una saga dei re, una biografia del re dell'XI secolo sant'Olaf Haraldsson. È molto basata sulla per gran parte perduta Saga Antica di Sant'Olaf. La composizione è rozza e primitiva e la saga consiste essenzialmente in una serie di aneddoti separati tratti dalla poesia scaldica. L'anonimo autore potrebbe essere stato un norvegese e la saga si è preservata in un unico manoscritto norvegese della metà del XIII secolo; si pensa che sia stata composta all'inizio del XIII secolo, intorno al 1210. Si ritiene che Snorri Sturluson abbia usato un'opera simile alla Saga Leggendaria di Sant'Olaf quando compose la sua Saga Separata di Sant'Olaf e la sua Heimskringla.